# Crockett Johnson
Crockett Johnson (pseudonym för David Johnson Leisk), född 20 oktober 1906, död 11 juli 1975, var en amerikansk serietecknare, författare och illustratör.
Som serietecknare är han mest känd för serien Barnaby, som han skapade 1942 och fortsatte att skriva och teckna egenhändigt fyra år framåt. 1946 tog andra händer över serien, fast Johnson fortsatte att komma med uppslag och idéer fram tills serien lades ner 1952 (den återupplivades 1960-1962). Barnaby är ansedd för att vara en av de första "sofistikerade" dagspresserierna. Johnson gjorde senare succé med böckerna om "Harold and the Purple Crayon", som påminner om Barnaby fast den i högre grad riktar sig åt en barnpublik.

## På svenska
- Pelle och den röda kritan (Harold and the purple crayon) (översättning Eva Håkanson, Natur och kultur, 1958). Ny uppl. En bok för alla, 2006
- Pelles äventyr (Harold's fairy tale) (översättning Eva Håkanson, Natur och kultur, 1958)